# Dantalian no Shoka
Dantalian no Shoka (ダンタリアンの書架 lit. La biblioteca mística de Dantalian?) es una serie de novelas ligeras escritas por Gakuto Mikumo e ilustradas por G-Yuusuke. La serialización de la serie inició en la revista de novelas ligeras de Kadokawa Shoten en The Sneaker el 29 de febrero de 2008. Una adaptación al manga por Chako Abeno. Inició su serialización en la revista de manga shonen de la Kadokawa Shoten en Shonen Ace el 26 de marzo de 2010. Otra adaptación al manga por Monaco Sena inició su serialización en la revista de manga seinen de la Kadokawa Shoten en Comp Ace el 26 de marzo de 2010. Una adaptación al ánime ha sido lanzada el 16 de julio de 2011.

## Argumento
Hugh Anthony es un muchacho que tras la muerte de su abuelo, recibe de parte del mismo una llave que abre la Biblioteca Mística de Dantalian, una biblioteca de las que muy pocos conocen su localización y que está repleta de libros mágicos, energía demoníaca y textos prohibidos. Cuando Hugh se adentra en la mansión de su fallecido abuelo se encuentra con Dalian, una muchacha con un cerrojo al cuello. Al introducir la llave en ese cerrojo se abre una puerta a otro mundo y se puede acceder a la biblioteca para sacar libros y, si la persona es capaz, dominarlos antes de tener que devolverlos. No es que Hugh sea el único que puede acceder a la biblioteca, pero como portador de la llave principal, es el responsable de que todo funcione correctamente, al igual que del bienestar de Dalian.

## Personajes

### Yomihime
Dalian (ダリアン?)
Voz por: Miyuki Sawashiro
La negra. Ella es la guardiana de los "Estantes de Dantalian" alojando a 900.666 gensho (幻書?  Lit. "libros fantasma") sellados. En su pecho posee un candado que sólo puede ser abierto por Hugh, que abre la puerta hacia el "Mundo de la Calabaza". Es terca, grosera y nada sincera, aun así desarrolla sentimientos por su guardián Hugh. No puede resistir su fascinación por los dulces.
Flamberge (フランベルジュ?)
Voz por: Ami Koshimizu
La yomihime plateada o la biblioteca del tiempo perdido. Ella usa una camisa de fuerza blanca con nueve candados. Posee un candado en su cuello, abriendo en su abdomen la puerta. Ella ha perdido su memoria.
Raziel (ラジエル?)
Voz por: Sayuri Yahagi
La yomihime roja. También conocido como el custodio de la Biblioteca Razielis Archangeli. Una chica con apariencia de niña pequeña, ella tiene cabello corto verde y ojos dorados, ella tiene el ojo izquierdo cubierto con un parche la cual contiene la cerradura. Ella tiene un sentido del balance muy fuerte, y tiende a saltar muy lentamente y con gracia en los muebles sin mucho problema. Ella responde con Si o No en alemán más que en japonés. Se ha visto que ella no tiene problemas con las intenciones del profesor, y disfruta viendo sus planes. Ella no tiene mucha consideración con las personas, como sus muertes, dolor, destrucción etc. Ella y Dalian parecen compartir una relación muy cruel y rencorosa.

### Kagimori
Hugh Anthony Disward (ヒュー・アンソニー・ディスワード?)
Seiyū: Daisuke Ono
También conocido como Huey. Es el kagimori (鍵守 Lit. guardián de la llave?) de Dalian tiende a ser un poco curioso,y al parecer el también desarrolla sentimientos por Dalian.
Hal Kamhout (ハル・カムホート?)
Seiyū: Masayuki Katou
El kagimori de Flamberge.
Profesor (教授?)
El kagimori de Rasiel.

### Otros
Camilla Sauer Keynes (カミラ・ザウアー・ケインズ?)
Amiga de la infancia de Huey. Dalian la llama "La solterona".
Armand Jeremiah (アルマン・ジェレマイア?)

Jessica Elphinstone (ジェシカ・エルフィンストン?)
Una estudiante en el internado, donde la tía de Huey funge como directora.

## Anime
En junio del 2010, Kadokawa anuncio que se desarrolló una adaptación al anime. Producido por Gainax bajo la dirección de Yutaka Uemura, la serie empezaría a emitirse el 16 de julio de 2011 a las 1:23am. La serie también contaría con subtítulos en inglés por los sitios web Crunchyroll y NicoNico.
La serie tiene dos temas musicales: uno para comenzar o de apertura y otro para terminar o de cierre. El tema de inicio es "Cras Numquam Scire" (El mañana que nunca conoceremos) por Yucca (con Daisuke Ono), mientras el tema de cierre es "yes, prisoner" por maRIONnetTe.
| #  | Título                                                                                           | Fecha de Transmisión     |
| -- | ------------------------------------------------------------------------------------------------ | ------------------------ |
| 01 | «Surgir del Libro» «Shikake Ehon» (仕掛け絵本)                                                   | 16 de julio de 2011      |
| 02 | «Libro del Engendro» «Taiji no Sho» (胎児の書)                                                   | 23 de julio de 2011      |
| 03 | «Libro de Sabiduría / Reina de la Noche» «Eichi no Sho / Gekkabijin» (叡智(えいち)の書/月下美人) | 30 de julio de 2011      |
| 04 | «Libro del Intercambio de Almas» «Kan Kon no Sho» (換魂の書)                                     | 6 de agosto de 2011      |
| 05 | «La Hija Mágica» «Majutsu-shi no Musume» (魔術師の娘)                                            | 13 de agosto de 2011     |
| 06 | «Asesino de Libros» «Funsho-kan» (焚書官)                                                        | 20 de agosto de 2011     |
| 07 | «El Perfumista» «Chōkō-shi» (調香師)                                                             | 27 de agosto de 2011     |
| 08 | «Libro de Equivalencia/Libro de Conexión» «Tōka no Sho / Renri no Sho» (等価の書 / 連理の書)     | 3 de septiembre de 2011  |
| 09 | «Libro del Crespúsculo» «Tasogare no Sho» (黄昏の書)                                             | 10 de septiembre de 2011 |
| 10 | «Música Fantasma» «Maboroshi-kyoku» (幻曲)                                                       | 17 de septiembre de 2011 |
| 11 | «La Biblioteca Raziel» «Rajieru no Shoka» (ラジエルの書架)                                       | 24 de septiembre de 2011 |
| 12 | «Canción del Mañana Desconocido» «Mada Minu Ashita no Uta» (まだ見ぬ明日の詩)                    | 1 de octubre de 2011     |